# Serge Nadaud
Pour les articles homonymes, voir Nadaud.
Serge Nadaud, né Eugène Rabinowitch, est un acteur français né le 14 mai 1906 à Bakhmout (Russie à l'époque, actuelle Ukraine) et mort le 18 juillet 1995 à Cannes.

## Biographie
Peu après la révolution russe de 1917, le jeune Rabinowitch quitte avec sa famille, d'origine juive, sa ville natale qui faisait alors partie de l’Empire russe, et émigre en France où sa famille s'installe.
Il doublait régulièrement l'acteur Spencer Tracy.
Il était aussi la première voix de M dans la saga James Bond.

## Filmographie

### Cinéma
- 1931 : Les Quatre Vagabonds de Lupu-Pick : Vagabond Emile
- 1935 : La Gondole aux chimères d'Augusto Genina : Sir Reginald Duckling
- 1938 : Le Ruisseau de Maurice Lehmann et Claude Autant-Lara
- 1939 : Le Dernier Tournant de Pierre Chenal : Le motard
- 1939 : L'Émigrante de Léo Joannon : Un officier
- 1946 : Contre-enquête de Jean Faurez
- 1948 : Les Dieux du dimanche de René Lucot : Rabaud
- 1949 : Interdit au public d'Alfred Pasquali : Kominoff
- 1951 : Sous le ciel de Paris de Julien Duvivier : Le bijoutier
- 1952 : Le Costaud des Batignolles de Guy Lacourt : Commissaire principal Anselme Carillon
- 1954 : La Soupe à la grimace de Jean Sacha : Le docteur
- 1955 : Pas de souris dans le bizness de Henri Lepage
- 1956 : Soupçons de Pierre Billon : Commissaire Fiori
- 1957 : Filles de nuit de Maurice Cloche
- 1957 : Sénéchal le magnifique de Jean Boyer : L'acteur qui joue M. Serval
- 1958 : À pied, à cheval et en spoutnik de Jean Dréville : L'attaché culturel
- 1958 : Rapt au Deuxième Bureau de Jean Stelli
- 1964 : Le Grain de sable de Pierre Kast
- 1966 : Le Retour des loups de Bruno Paolinelli
- 1976 : Les Ambassadeurs de Naceur Ktari

### Télévision
- 1954 : Maison de poupée (téléfilm) de Claude Loursais
- 1959 : En votre âme et conscience (série télévisée) - épisode : L'Affaire Steinheil
- 1959 : En votre âme et conscience : L'Affaire Danval de Claude Barma
- 1966 : L'Échantillon (téléfilm) de Jean Kerchbron
- 1968 : Le Monde parallèle (série télévisée) - épisode : Action Homo
- 1968 : Les Demoiselles de Suresnes, série de Pierre Goutas
- 1975 : Les Enquêtes du commissaire Maigret (série télévisée) - épisode Maigret a peur de Jean Kerchbron

## Théâtre
- 1928 : Week-end de Noël Coward, Théâtre de la Potinière
- 1929 : Dans la rue d'Elmer Rice, adaptation Francis Carco, mise en scène Pierre Geoffroy, Théâtre de l'Apollo
- 1937 : Le Crime du boulevard Haussmann de Georges Vaxelaire, mise en scène Fernand Mailly, Théâtre des Capucines
- 1937 : L'Écurie Watson de Terence Rattigan, adaptation Pierre Fresnay et Maurice Sachs, Théâtre Saint-Georges
- 1937 : Famille de Denys Amiel et Monique Amiel-Pétry, mise en scène Marcel André, Théâtre Saint-Georges
- 1950 : Le don d'Adèle de Barillet et Grédy, mise en scène Jacques Charon, Comédie-Wagram
- 1952 : Maison de Poupée de Henrik Ibsen

## Doublage
Les dates en italique correspondent aux sorties originales des films dont Serge Nadaud a assuré le redoublage.

### Longs métrages
- Spencer Tracy dans :
  - San Francisco (1936) : Père Tim Mullin
  - La Fièvre du pétrole (1940) : Jonathan Sand
  - Le Grand Passage (1940) : Major Rogers
  - Docteur Jekyll et M. Hyde (1941) :  Docteur Henry Jekyll / M. Hyde
  - Trente Secondes sur Tokyo (1944) : le Lieutenant-colonel John H. Doolittle
  - Le Maître de la prairie (1947) : Le Colonel James B. « Jim » Brewton
  - Madame porte la culotte (1949) : Adam Bonner
  - Le Père de la mariée (1950) : Stanley T. Banks
  - Capitaine sans loi (1952) : capitaine Christopher Jones
  - La Lance brisée (1954) : Matt Devereaux
  - Un homme est passé (1955) :  John J. Macreedy
  - La Dernière Fanfare (1958) : le maire Frank Skeffington
  - Procès de singe (1960) : Henry Drummond
  - Jugement à Nuremberg (1961) : le juge Dan Haywood
  - Un monde fou, fou, fou, fou (1963) : Capt. C. G. Culpepper
- Bernard Lee dans :
  - Les Pirates de la nuit (1961) : Black John
  - James Bond 007 contre Dr No (1962) : M
  - Bons Baisers de Russie (1963) : M
  - Goldfinger (1964) : M
  - Opération Tonnerre (1965) : M
  - On ne vit que deux fois (1967) : M
  - Les diamants sont éternels (1971) : M
  - L'Homme au pistolet d'or (1974) : M
- Van Heflin dans :
  - Les Trois Mousquetaires (1948) : Athos
  - Ville haute, ville basse (1949) : Mark Dwyer
  - Madame Bovary (1949) : Charles Bovary
  - Ceux de Cordura (1950) : Le Sergent John Shawk
  - Sous dix drapeaux (1960) : Le Capitaine Bernhard Rogge
  - Airport (1970) : D.O. Guerrero
- Akim Tamiroff dans :
  - Anastasia (1956) : Boris Andreievitch Chernov
  - L'Inconnu de Las Vegas (1960) :  Spyros Acebos
  - La Tulipe noire (1964) : Le Marquis de Vigogne
  - Lord Jim (1965) : Schomberg
  - Le renard s'évade à trois heures (1966) : Okra
  - Le Plus Grand des Hold-up (1969) : le père de Juan
- Eddie Albert dans :
  - Vacances romaines (1953) : Irving Radovich
  - Attaque (1956) : Le Capitaine Erskine Cooney
  - Le soleil se lève aussi (1957) : Bill Gorton
  - Un matin comme les autres (1959) : Bob Carter
  - Le Jour le plus long (1962) : Le Colonel Thompson
- Lee J. Cobb dans :
  - Le Cercle infernal (1955) : Maglio
  - La Main gauche du Seigneur (1955) : Mieh Yang
  - L'Homme au complet gris (1956) : le juge Bernstein
  - Douze hommes en colère (1957) : Le Juré no 3
- Edward G. Robinson dans :
  - Quinze jours ailleurs (1962) : Maurice Kruger
  - Le Kid de Cincinnati (1965) : Lancey Howard
  - La Bande à César (1968) : Pr Samuels
  - Soleil vert (1973) : Sol Roth
- Dan Seymour dans :
  - Johnny Belinda (1948) : M. Pacquet
  - La Femme aux chimères (1950) : Michel
  - Règlement de comtes (1953) : M. Atkins
- Gustav Knuth dans :
  - Sissi impératrice (1956)[1] : Le Duc Max en Bavière
  - L'Espion de la dernière chance (1956) : Roger Bentley
  - Sissi face à son destin (1957) : Le Duc Max en Bavière
- Oskar Homolka dans :
  - La Maison des sept péchés (1940) : Antro
  - Mes funérailles à Berlin (1966) : Le Colonel Stok
- S.Z. Sakall dans :
  - San Antonio (1945) : Sacha Bozic
  - Montana (1950) : « Poppa » Otto Schulz
- George Mathews dans :
  - La Cité sous la mer (1953) : Le Capitaine Meade alias Ralph Sorensen
  - Règlements de comptes à OK Corral (1957) : John Shaighnessy
- Stefan Schnabel dans :
  - Houdini le grand magicien (1953) : Le Procureur allemand
  - Le Vilain Américain (1963) : L'Ambassadeur soviétique Andrei Krupitzyn
- Robert Emhardt dans :
  - 3:10 pour Yuma (1957) : M. Butterfield
  - L'Or du Hollandais (1958) : Sample, le patron du Saloon
- David White dans :
  - Le Grand Chantage (1957) : Otis Elwell
  - La Garçonnière (1960) : Eichelberger
- Clark Gable dans :
  - L'Odyssée du sous-marin Nerka (1958) : Le Commandant Richardson
  - Les Désaxés (1961) : Gay Langland
- Harry Andrews dans :
  - Salomon et la Reine de Saba (1959) : Baltor
  - Au fil de l'épée (1959) : Le Major Swindon
- Carlo Hintermann dans :
  - Le Boucanier des îles (1962) : Errol Robinson
  - Coup de force à Berlin (1967) : le ravisseur
- John Huston dans :
  - Le Cardinal (1963) : Le Cardinal Glennon
  - Le Convoi sauvage (1971) : Le Capitaine Filmore Henry
- Walter Gotell dans :
  - Octopussy (1983) : Le Général Anatol Gogol
  - Dangereusement vôtre (1985) : Le Général Anatol Gogol

Autres acteurs
- 1939[2] : Autant en emporte le vent : Gerald O'Hara (Thomas Mitchell)
- 1939 : Ninotchka : le camarade Iranoff (Sig Ruman)
- 1940[3] : La Maison des sept péchés : Antro (Oskar Homolka)
- 1941 : La Belle Ensorceleuse : Zolotov (Mischa Auer)
- 1944 : La Route semée d'étoiles : Père Timothy O'Dowd (Frank McHugh)
- 1946 : Jody et le Faon : Lem Forrester (Forrest Tucker)
- 1947 : Chasse tragique : Alberto (Andrea Checchi)
- 1948 : Oliver Twist : Fagin (Alec Guinness)
- 1948 : Les Chaussons rouges : Grischa Ljubov (Leonide Massine)
- 1949 : La Fille du désert : Reno Blake dit « Le renard » (John Archer)
- 1949 : Entrons dans la danse : Ladislaus Ladi (Hans Conried)
- 1949 : La Corde de sable : Toady (Peter Lorre)
- 1949 : Le Champion : Tommy Haley (Paul Stewart)
- 1949 : El Paso, ville sans loi : le juge Henry Jeffers (Henry Hull)
- 1949 : Les Chevaliers du Texas : Bronco (Art Smith) et Manuel Gonzales Garcia de la Carila (Nacho Galindo)
- 1950 : La Femme aux chimères : Michel[Qui ?]
- 1950 : L'Aigle du désert : Le Capitaine Yussef (Ian MacDonald)
- 1950 : La Rose noire : Tristam (Jack Hawkins) (1er doublage)
- 1951 : Le Sentier de l'enfer : le soldat âgé presque à la retraite[Qui ?]
- 1951 : Au-delà du Missouri : le trappeur désarçonné[Qui ?]
- 1951 : Le Voleur de Tanger : Le Capitaine Hakar (Marvin Miller)
- 1951 : Duel sous la mer : Gavin (Philip Van Zandt)
- 1951 : Espionne de mon cœur : Rudolf Hoenig (Luis Van Rooten)
- 1952 : La Vallée des géants : Le Juge Crenshaw (Roy Roberts)
- 1953 : Stalag 17 : Bagradian (Jay Lawrence)
- 1953 : La Tunique : Ponce Pilate (Richard Boone)
- 1954 : Les Jeunes Années d'une reine : L'Archevêque de Canterbury (Otto Tressler)
- 1954 : L'Aigle solitaire : Le Général Canby (Warner Anderson)
- 1954 : Les Bolides de l'enfer : James Fielding (Sidney Blackmer)
- 1954 : Les Gens de la nuit : Sergei « Petrey » Petrochine (Peter van Eyck)
- 1954 : Phffft! : Dr Van Kessel (Donald Randolph)
- 1955 : Le Souffle de la violence : Tex Hinckleman (Basil Ruysdael)
- 1955 : Le Général du Diable : Le directeur général Mohrungen (Karl Ludwig Diehl (en))
- 1955 : La Charge des tuniques bleues : Gus (James Whitmore)
- 1955 : Dossier secret : L'Antiquaire Burgomil Trebitsch (Michael Redgrave)
- 1955 : Mam'zelle Cri-Cri : Felix Baron Zorndorf (Gunther Phillip)
- 1955 : Artistes et Modèles : Kurt (Otto Waldis)
- 1955 : Ville sans loi : Asaph Dean (James Bell)
- 1955 : La Tour de Nesle : L'Intendant Joinville (Charles Bayard)
- 1955 : Valse royale : Krepmayer[Qui ?]
- 1956 : Le Faux Coupable : Le supérieur des inspecteurs Bowers et Matthews[Qui ?]
- 1956 : La Vie passionnée de Vincent van Gogh : Le Révérend Stricker (Wilton Graff) et le facteur Roulin (Niall MacGinnis)
- 1956 : La Caravane des hommes traqués : Maddox (Walter Sande)
- 1956 : Plus dure sera la chute : Buddy Brannen (Max Baer) et autres personnages récurrents
- 1956 : Les Week-ends de Néron : le chef des germains[Qui ?]
- 1956 : Roland, prince vaillant : Charlemagne (Ivo Garrani)
- 1956 : Viva Las Vegas : Lotzi (Oskar Karlweis)
- 1956 : Tension à Rock City : Harry Jameson (Royal Dano)
- 1956 : Marqué par la haine : Benny, le glacier (Joseph Buloff)
- 1957 : Le Pont de la rivière Kwaï : Le Colonel Saïto (Sessue Hayakawa)
- 1957 : L'Odyssée de Charles Lindbergh : Earl Thompson (James O'Rear)
- 1957 : Le Jugement des flèches : Walking Coyote (Jay C. Flippen)
- 1957 : Violence dans la vallée de Thomas Carr : Hardy Bishop (Barry Kelley)
- 1957 : Les espions s'amusent : Le Colonel Vassili Sokolov (Roland Winters)
- 1957 : Premier mai : [Qui ?]
- 1957 : Le Brigand bien-aimé : Cole Younger (Alan Hale Jr.)
- 1957 : Le Scandale Costello : Signor Gatti (Victo Rietti)
- 1958 : Je pleure mon amour : Jake Klein (Sidney James)
- 1958 : Les Diables au soleil : Le Colonel Loggins (Karl Swenson)
- 1958 : Le Trésor du pendu : Ortero (Robert Middleton)
- 1958 : La Loi, c'est la loi : un villageois italien[Qui ?]
- 1958 : Duel dans la Sierra : Manuel, le patron de la Posada (Jorge Treviño)
- 1958 : Le Pirate de l'épervier noir : le chef barbaresque (Andrea Miano)
- 1958 : Le Temps d'aimer et le Temps de mourir : Reuter (Keenan Wynn)
- 1958 : L'Esclave d'Orient : Dinéo, le grand prêtre du temple d'Aphrodite (Gian Paolo Rosmino)
- 1958 : Un Américain bien tranquille : M. Heng (Richard Loo)
- 1959 : Soudain l'été dernier : Le Docteur Lawrence J. Hockstader (Albert Dekker)
- 1959 : La Proie des vautours : Le Chef kachin Nautaung (Philip Ahn)
- 1959 : Confidences sur l'oreiller : M. Pierrot (Marcel Dalio)
- 1959 : Un trou dans la tête : Abel Diamond (Benny Rubin)
- 1959 : Douze Heures d'horloge de Géza von Radványi : M. Blanche (Gert Fröbe)
- 1959 : Le Confident de ces dames : le créancier du Vicomte de Corte Bianca[Qui ?]
- 1959 : Le Tigre du Bengale : le fakir Govârdian[Qui ?]
- 1959 : Le Shérif aux mains rouges : Le Shérif Jim Regan (Don Haggerty)
- 1959 : Le Maître de forges : Maître Bachelin (Roberto Rey)
- 1960 : Alamo : Finn, l'irlandais (Guinn Williams)
- 1960 : Spartacus : Tigranus (Herbert Lom)
- 1960 : Le Grand Sam : Le commissaire enregistrant les plaintes (Joe Sawyer)
- 1960 : Qui était donc cette dame ? : Belka (Simon Oakland)
- 1960 : Le Clown et l'Enfant : le shérif (Jess Kirkpatrick)
- 1960 : Salammbô : Hamilcar (Riccardo Garrone)
- 1960 : Trahison sur commande : L'Agent de la Gestapo[Qui ?]
- 1960 : Celui par qui le scandale arrive : Peyton Stiles (Dan Sheridan)
- 1960 : Commando de destruction : le colonel Kwan (Frank Silvera)
- 1960 : Chérie recommençons : Maxwell « Max » Archer (Gregory Ratoff)
- 1961 : Un, deux, trois : Le Camarade Mishkin (Peter Capell)
- 1961 : Ave Maria : le fonctionnaire du fisc (Jorge Llopis) et le concierge de l'hôtel (José Maria Labernier)
- 1961 : Ville sans pitié : le bourgmestre (Egon von Jordan)
- 1962 : Deux sur la balançoire : L'Avocat Frank Taubman (Edmon Ryan)
- 1962 : Le Prisonnier d'Alcatraz : Kramer (Crahan Denton)
- 1962 : Ponce Pilate : Caiaphas (Basil Rathbone)
- 1962 : Un crime dans la tête : Dr Yen Lo (Khigh Dhiegh)
- 1963 : Tom Jones : Squire Western (Hugh Griffith)
- 1963 : La Taverne de l'Irlandais : l'avocat/notaire de Boston (Edgar Buchanan)
- 1963 : L'Idole d'Acapulco : Maximillian, le père de Marguerita (Paul Lukas)
- 1963 : Mercredi soir, 9 heures... : l'avocat mexicain (Daniel Ocko)
- 1963 : La Souris sur la Lune : le délégué russe (Peter Sallis)
- 1964 : Docteur Folamour : L'Ambassadeur de Sadesky (Peter Bull)
- 1964 : Becket : L'Évêque d'York (Frank Pettingell)
- 1964 : L'Homme à tout faire : Harry Carver (Pat Buttram)
- 1965 : Buffalo Bill, le héros du Far-West : Snack (Ugo Sasso)
- 1965 : Les Quatre Fils de Katie Elder : Le Shérif Billy Wilson (Paul Fix)
- 1965 : Les Yeux bandés : le policier (Frank Campanella)
- 1965 : Quoi de neuf, Pussycat ? : Richard Burton et Marcel Lefebvre (Jean Parédès)
- 1965 : Fureur sur le Bosphore : l'espagnol au restaurant (Fernando Sancho)
- 1965[4] : Le Californien : Maurice Knudsen (Douglas Fowley)
- 1966 : Les Plaisirs de Pénélope : Ducky (Lou Jacobi)
- 1966 : Technique d'un meurtre : Gastel (Cec Linder)
- 1966 : Hawaï : Charles Bromley (Carroll O'Connor)
- 1966 : Les Russes arrivent : M. Porter (Philip Coolidge)
- 1967 : Le Lauréat : Monsieur Robinson (Murray Hamilton)
- 1967 : Bonnie et Clyde : Ivan Moss (Bud Taylor)
- 1967 : L'Homme à la Ferrari : l'interprète accompagnant le commissaire soviétique[Qui ?]
- 1967 : Wanted : le maire Samuel Gold (Daniele Vargas)
- 1967 : Custer, l'homme de l'Ouest : le Grand Duc Alexis (Barta Barri)
- 1967 : Trois milliards d'un coup : le chef constable (Martin Wyldeck)
- 1968 : Attaque sur le mur de l'Atlantique : Le Sergent allemand de la batterie côtière[Qui ?]
- 1968 : Pancho Villa : Luis Gonzalez, le forgeron (Robert Carricart)
- 1968 : Les Hommes de Las Vegas : un reporter présent à la conférence de presse[Qui ?]
- 1969 : Danger, planète inconnue : un des deux ambulanciers transportant le colonel Ross[Qui ?]
- 1969 : La Kermesse de l'Ouest : M. Fenty (Alan Baxter)
- 1970 : La Vie privée de Sherlock Holmes : Nikolai Rogozhin (Clive Revill)
- 1970 : Les Derniers Aventuriers : le président Rojo (Alan Badel)
- 1970 : Waterloo : le lieutenant-général Sir Thomas Picton (Jack Hawkins)
- 1971 : Les Proies : le premier capitaine sudiste (Charles Martin)
- 1971 : Un frisson dans la nuit : Murphy (Don Siegel)
- 1971 : Le Dernier Train pour Frisco : Le garde du pénitencier (John Mitchum)
- 1971 : Le Décaméron : le riche marchand Musciatto (Guido Alberti) et le père supérieur (Gianni Rizzo)
- 1971 : Le Baron rouge : le père de Richthofen (Ferdy Mayne) et Kaiser Guillaume (Seamus Forde)
- 1972 : Le Flingueur : l'homme (Frank DeKova)
- 1972 : 3 Étoiles, 36 Chandelles : M. Manescue (John Myhers)
- 1975 : L'Odyssée du Hindenburg : Dr Eckener (Herbert Nelson)
- 1979 : Meteor : Sir Robert Hughes (Trevor Howard)

### Animation
- 1962 : Blanche-Neige et les Sept Nains : Le Miroir magique (second doublage)
- 1949 : Le Crapaud et le Maître d'école : Le facteur
- 1954 : La Ferme des animaux : Boule-de-Suif
- 1964 : Tintin et les oranges bleues : Le professeur Zalamea
- 1968 : Tintin et le temple du soleil : Le médecin des 7 savants, Un bandit au couteau dans la montagne, Un garde inca
- 1972 : Tintin et le Lac aux requins : Rastapopoulos
- 1975 : La Flûte à six schtroumpfs : Le garde, Le sourd, Olivier, L'argentier
- 1977 : Les Fabuleuses Aventures du légendaire baron de Munchausen
- 1981 : Le Secret des sélénites

### Télévision

#### Téléfilm
- 1977 : Horizons en flammes : Doc Bennett (Lloyd Nolan)

#### Série télévisée
- 1956 : Le Chevalier Lancelot : Merlin (Cyril Smith)

## Direction artistique

### Films
- 1961 : Ave Maria
- 1965 : Boeing Boeing
- 1968 : Drôle de couple
- 1969 : La Kermesse de l'Ouest
- 1970 : Darling Lili
- 1971 : L'Apprentie sorcière

### Films d'animation
- 1963 : Merlin l'Enchanteur
- 1969 : Tintin et le Temple du Soleil
- 1972 : Tintin et le Lac aux requins
- 1973 : Robin des Bois
- 1976 : La Flûte à six schtroumpfs